# Pilocrocis femoralis
Pilocrocis femoralis là một loài bướm đêm trong họ Crambidae.